# منتخب بلجيكا تحت 17 سنة لكرة القدم للسيدات
منتخب بلجيكا تحت 17 سنة للسيدات لكرة القدم (بالفرنسية: Équipe de Belgique féminine de football des moins de 17 ans)‏ هو ممثل بلجيكا الرسمي في المنافسات الدولية في كرة القدم في فئة كرة قدم تحت 17 سنة للسيدات
.